# Gerichtsbezirk Saalfelden
Der Gerichtsbezirk Saalfelden war bis Juni 2017 einer von neun Gerichtsbezirken in Salzburg und umfasste einen Teil des politischen Bezirks Zell am See.

## Gemeinden
Einwohner Stand: 1. Jänner 2024

### Städte
- Saalfelden am Steinernen Meer (17.273)

### Marktgemeinden
- Lofer (2.096)

### Gemeinden
- Dienten am Hochkönig (728)
- Leogang (3.580)
- Maishofen (3.663)
- Maria Alm am Steinernen Meer (2.270)
- Saalbach-Hinterglemm (2.911)
- Sankt Martin bei Lofer (1.217)
- Unken (2.027)
- Viehofen (602)
- Weißbach bei Lofer (417)

## Geschichte
Der Gerichtsbezirk Saalfelden wurde gemeinsam mit 20 anderen Gerichtsbezirken in Salzburg durch einen Erlass des k.k. Oberlandesgerichtes Linz am 4. Juli 1850 geschaffen und umfasste ursprünglich die 20 Steuergemeinden Aberg, Alm, Bergham, Ecking, Farmach, Gerling, Grießen, Haid, Hinterthal, Hohlwegen, Lenzing, Leogang, Lichtenberg, Pirzbichl, Saalfelden, Schwarzleo, Sonnberg, Uttenhofen, Ober-Weißbach und Winkl.
Der Gerichtsbezirk bildete im Zuge der Trennung der politischen von der judikativen Verwaltung
ab 1868 gemeinsam mit den Gerichtsbezirken Mittersill, Lofer, Taxenbach und Zell am See den Bezirk Zell am See.
1923 wurde der Gerichtsbezirk Lofer aufgelöst und die Gemeinden wurden dem Gerichtsbezirk Saalfelden zugewiesen.
Am 1. Jänner 2003 wurde der Gerichtsbezirk Taxenbach aufgelöst und die Gemeinde Dienten am Hochkönig dem Gerichtsbezirk Saalfelden zugewiesen. Gleichzeitig wurden die Gemeinden Maishofen, Saalbach-Hinterglemm und Viehofen vom Gerichtsbezirk Zell am See dem Gerichtsbezirk Saalfelden zugewiesen.
Am 1. Juli 2017 wurde der Gerichtsbezirk Saalfelden aufgelassen und alle betroffenen Gemeinden dem Gerichtsbezirk Zell am See zugeteilt.
Damit umfasst dieser nun den gesamten Bezirk Zell am See.